# Mar Menor
Il Mar Menor è una laguna costiera della regione di Murcia in Spagna.
Con una forma semicircolare, la laguna è separata dal Mar Mediterraneo da una striscia di sabbia lunga 22 km e tra 100 e 1.200 m di larghezza, chiamata La Manga del Mar Menor. Nel suo perimetro costiero ha 73 km di costa, in cui si susseguono spiagge con acque cristalline e poco profonde (profondità massima non superiore a 7 m) e dispone di 135 km² di estensione.
Nel sud sono presenti cinque isole vulcaniche: l'isola Perdiguera, l'isola Mayor, l'isola del Ciervo, l'isola Redonda e l'isola del Sujeto.
Le sue coste appartengono ai comuni di San Javier (località Santiago de la Ribera e la maggior parte di La Manga), San Pedro del Pinatar (località Lo Pagan e Los Cuarteros), Los Alcázares e Cartagena (località Los Urrutias, Los Nietos e La Manga).

## Storia
Nel XIII secolo, quando Alfonso X di Castiglia conquistò Murcia, solo pochi pastori e pescatori occuparono le vicinanze della laguna a causa delle frequenti incursioni dei pirati barbareschi provenienti dal Nord Africa. Per far fronte alla situazione, Alfonso X ordinò nel 1266 che gli abitanti di Murcia fossero costretti ad aiutare gli abitanti della costa in caso di sbarco moresco. Gli assaliti hanno emesso segnali di fumo dalle torri di guardia che furono replicati fino a raggiungere la torre della chiesa di Santa Catalina, che avvertì gli abitanti di Murcia degli attacchi affinché essi si recassero sulla costa.
Le cronache dell'epoca, come il Libro de Montería, raccontano la ricchezza della fauna e del paesaggio del Mar Menor.

## Galleria d'immagini

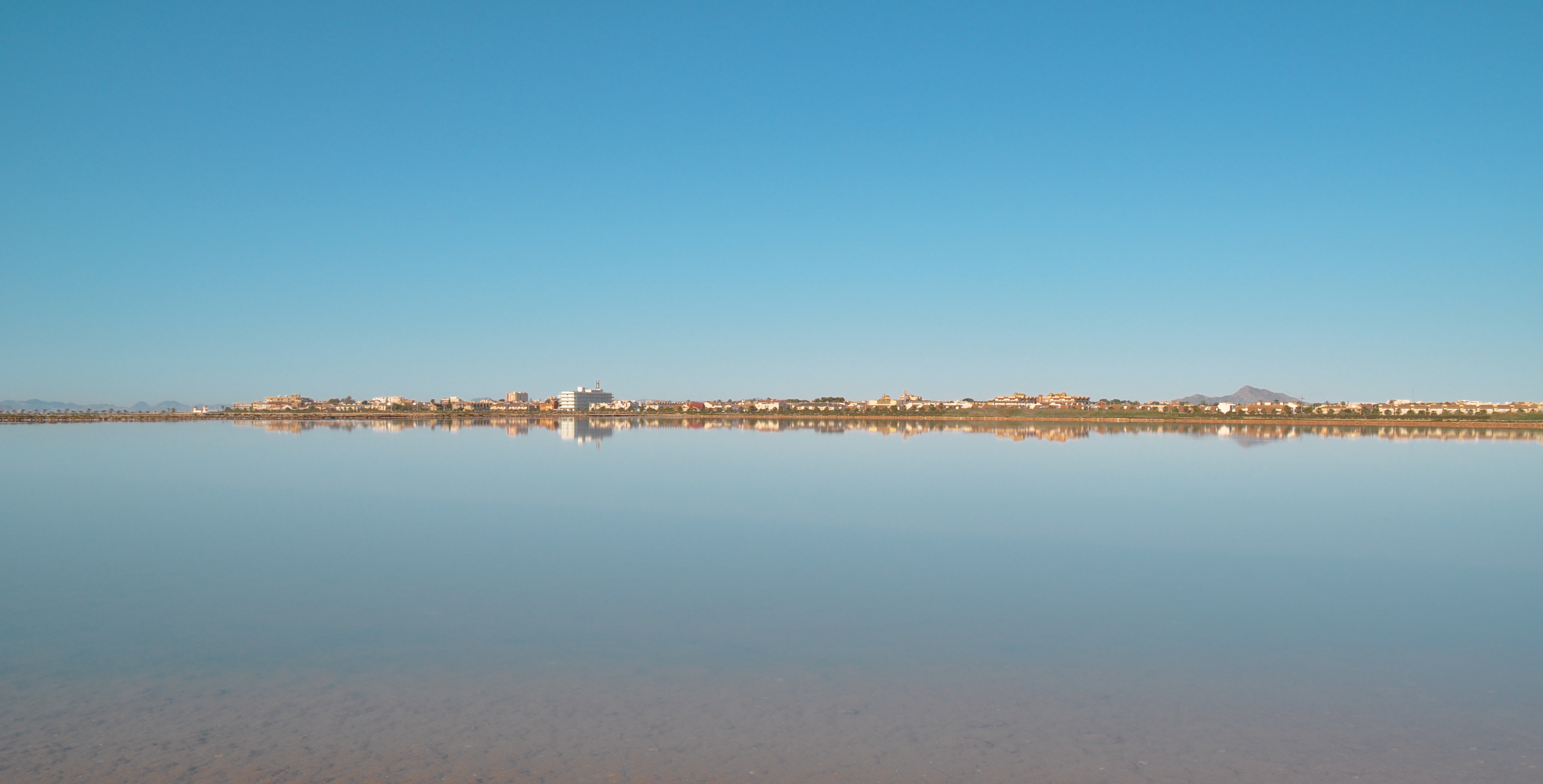
Mar Menor
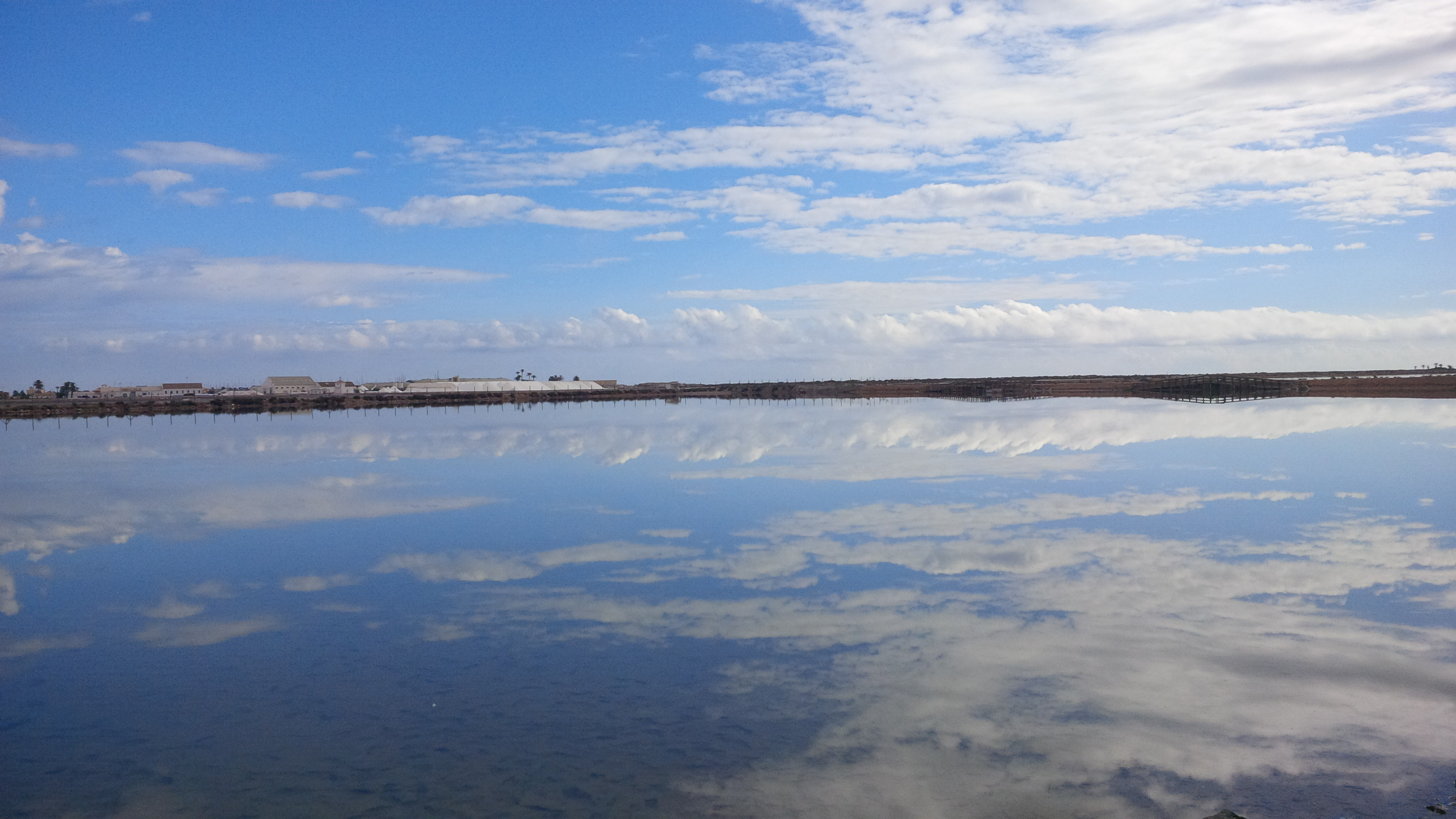
Mar Menor
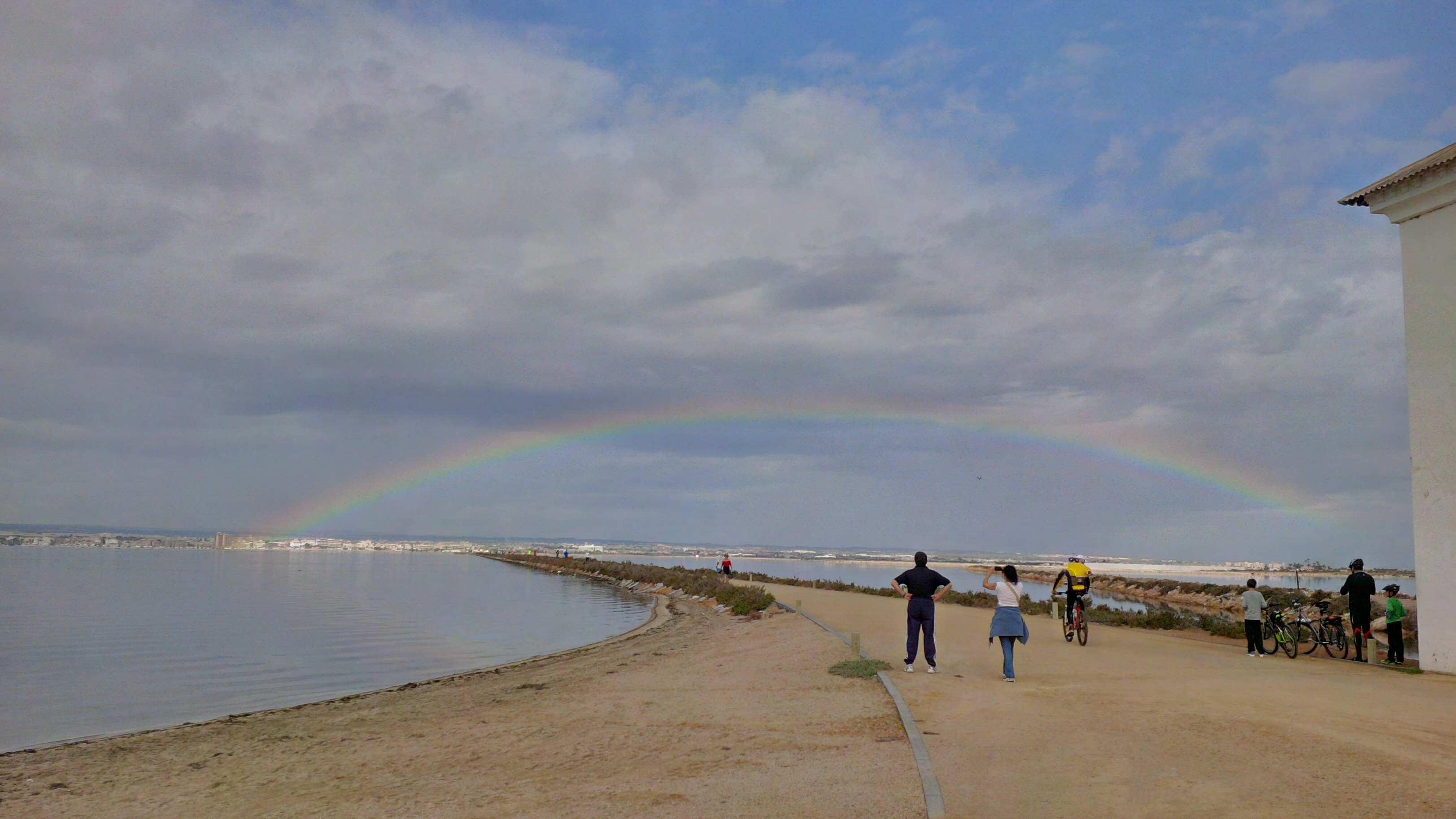
Mar Menor
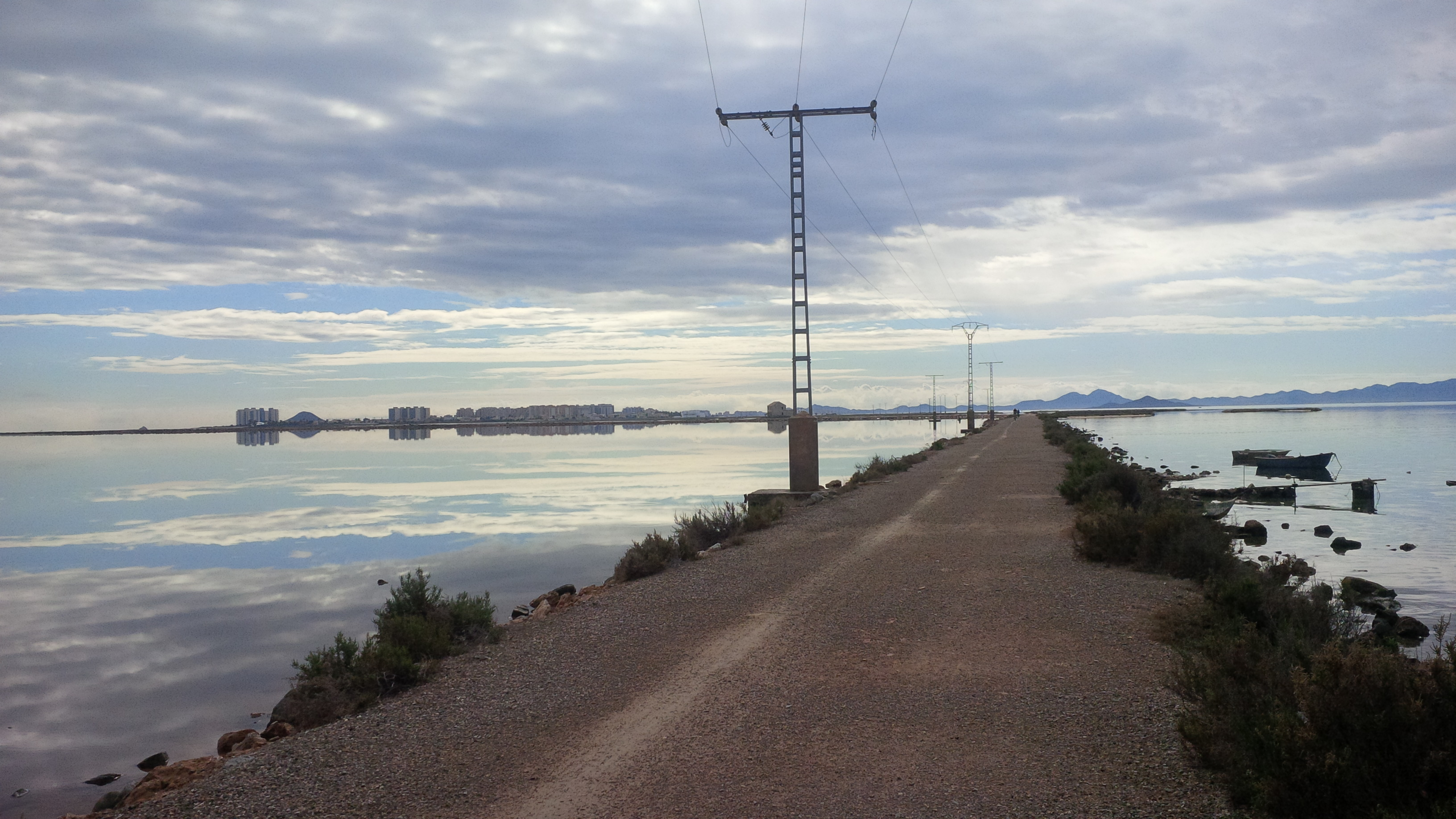
Mar Menor
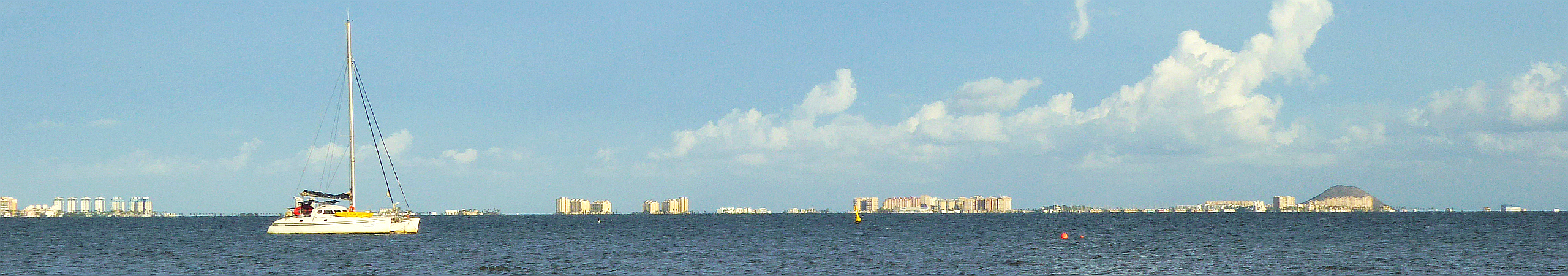
Vista panoramica di La Manga